# Торф'яна електроенергетика Ірландії
Острів Ірландія вельми бідний на викопне паливо, найважливішим різновидом якого фактично є торф. Це зумовило знаходження Республіки Ірландія серед небагатьох країн, які активно використовували торф'яну електроенергетику.
Рішення про побудову першої станції на місцевому паливі прийняли у 1938 році. За місце для її розташування обрали Portarlington, проте початок 2-ї світової війни затримав будівельні роботи. В підсумку ТЕС Portarlington потужністю 38 МВт ввели в дію аж у 1950 році. Станція використовувала як паливо дерновий торф з розташованого поблизу болота Клонсаст та забезпечувала середньорічне виробництво близько 150 млн кВт-год електроенергії.
У 1941 році внаслідок німецької морської блокади практично припинився імпорт вугілля в Ірландію. Спричинена цим криза підштовхнула до подальшого розвитку енергетики на місцевому торфі. Як наслідок, у 50-х роках було споруджено ще кілька таких електростанцій. Так, у 1952 ввели в експлуатацію ТЕС Allenwood, що при потужності 40 МВт забезпечувала середньорічне виробництво до 190 млн кВт-год електроенергії. В 1957 стала до ладу перша черга ТЕС Ferbane (60 МВт), а наступного року перша черга ТЕС Lanesboro (20 МВт). Зауважимо, що ТЕС Ferbane працювала на меленому торфі — починаючи з 60-х років всі наступні торф'яні потужності споруджувались із розрахунку саме на нього.
Окрім великих торф'яних ТЕС в 50-х роках спорудили чотири малі: однотипні станції по 5 МВт розташовувались в Gweedore, Screebe, Miltown Malbay та Cahirciveen.
У наступному десятилітті будівництво електростанцій, орієнтованих на спалювання торфу, продовжилось: в 1960-1963 роках спорудили енергоблоки ТЕС Rhode загальною потужністю 80 МВт, на 1962 припав запуск станції Bellacorrick (40 МВт), в 1965 почала роботу перша черга ТЕС Shannonbridge (так само 40 МВт), а у 1964 та 1966 ввели в дію другі черги на Ferbane (плюс 30 МВт) та Lanesboro (плюс 40 МВт).
В черговий раз увагу владних інституцій Ірландії до власних джерел енергії привернула нафтова криза, спровокована арабо-ізраїльською війною 1973 року. З метою послаблення залежності від імпорту, додатково спорудили потужності на торфі на ТЕС Shannonbridge: другу чергу (40 МВт) в 1976 та третю (45 МВт) в 1982. Нарешті, в 1983 запустили в експлуатацію третю чергу станції Lanesboro, яка додала до енергосистеми також 45 МВт.
Втім невдовзі настав час виводити з експлуатації зношені застарілі потужності. Перш за все зупинили станції, що спалювали дерновий торф – Portarlington в 1988, Allenwood в 1994. Однак повної відмови від торф’яної електроенергетики поки не планувалось. Натомість в 90-х роках розробили план заміни існуючих потужностей на більш сучасні, що не мали б такого сильного негативного впливу на довкілля. Досягти цього планували зокрема за рахунок підвищення енергетичної ефективності з 28 до 38%. З 2000 по 2004 в експлуатацію ввели три нові об’єкти: торф’яний енергоблок потужністю 120 МВт на ТЕС Edenderry, та станції West Offaly (150 МВт) і Lough Ree (100 МВт). Це дозволило закрити тоді ж всі старі ТЕС на торфі (а саме, Ferbane, Lanesboro, Bellacorrick, Rhode,  Shannonbridge). Таким чином, з 1988 по 2003 вивели з експлуатації станції загальною потужністю 537 МВт, спорудивши на заміну 370 МВт. Як наслідок, частка торфу у виробництві електроенергії скоротилась з 19% у 1990 до 11% в 2008. Втім, частково це пояснювалось активним розвитком інших потужностей, оскільки абсолютне споживання торфу електростанціями впало за цей же період лише на 6%.Самі ж нові торф’яні ТЕС використовуються досить активно. Так, станція Lough Ree у 2012 відпрацювала 8264 години (або 94% із теоретично можливого часу).
Проте екологічні міркування змусили оголосити про намір розпрощатися із даним напрямом енергетики, зокрема, станції West Offaly та Lough Ree повинні бути закриті у 2019 році. Втім, з міркувань забезпечення зайнятості населення розглядається подовження цього терміну і такий розвиток подій є досить ймовірним, оскільки занятість є дуже важливою в очах ірландської спільноти. Досить відзначити таке незвичне для Європи явище, коли найменш екологічні торф’яні ТЕС наразі отримують для підтримки своєї діяльності великі субсидії.